# Stordopping
Stordopping (Podiceps major) är en fågel i familjen doppingar inom ordningen doppingfåglar.

## Utseende och läte
Stordopping är som namnet avslöjar en stor dopping, med kroppslängden hela 67–77 cm. Den har vidare lång och mycket smal rostfärgad hals, lång dolkformad näbb, grått huvud, mörk rygg och vitaktig undersida. Utanför häckningstid är ansiktet ljusare. Vanligaste lätet är ett högljutt klagande "huaa".

## Utbredning och systematik
Stordoppingen förekommer i södra Sydamerika. Den delas in i två underarter med följande utbredning:
- Podiceps major major – förekommer från södra Brasilien till södra Argentina och centrala Chile samt i kustnära Peru
- Podiceps major navasi – förekommer i södra Argentina och södra Chile

## Levnadssätt
Stordoppingen hittas i en rad olika typ av vattenmiljöer, från klippiga kuster och sumpiga flodmynningar till floder och sjöar inåt land. Fågeln dyker efter fisk, krabbor och ibland även fågelungar.

## Status
Arten har ett stort utbredningsområde och beståndet anses stabilt. Internationella naturvårdsunionen IUCN listar den därför som livskraftig (LC).

## Bilder

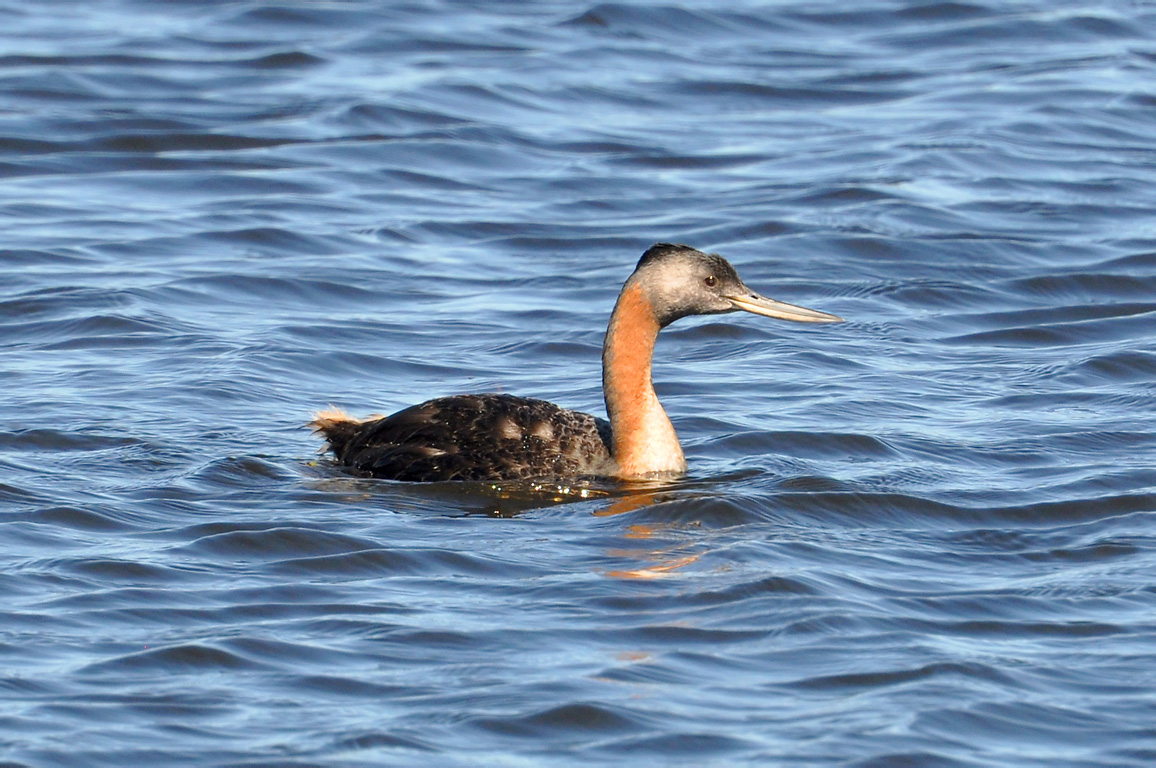
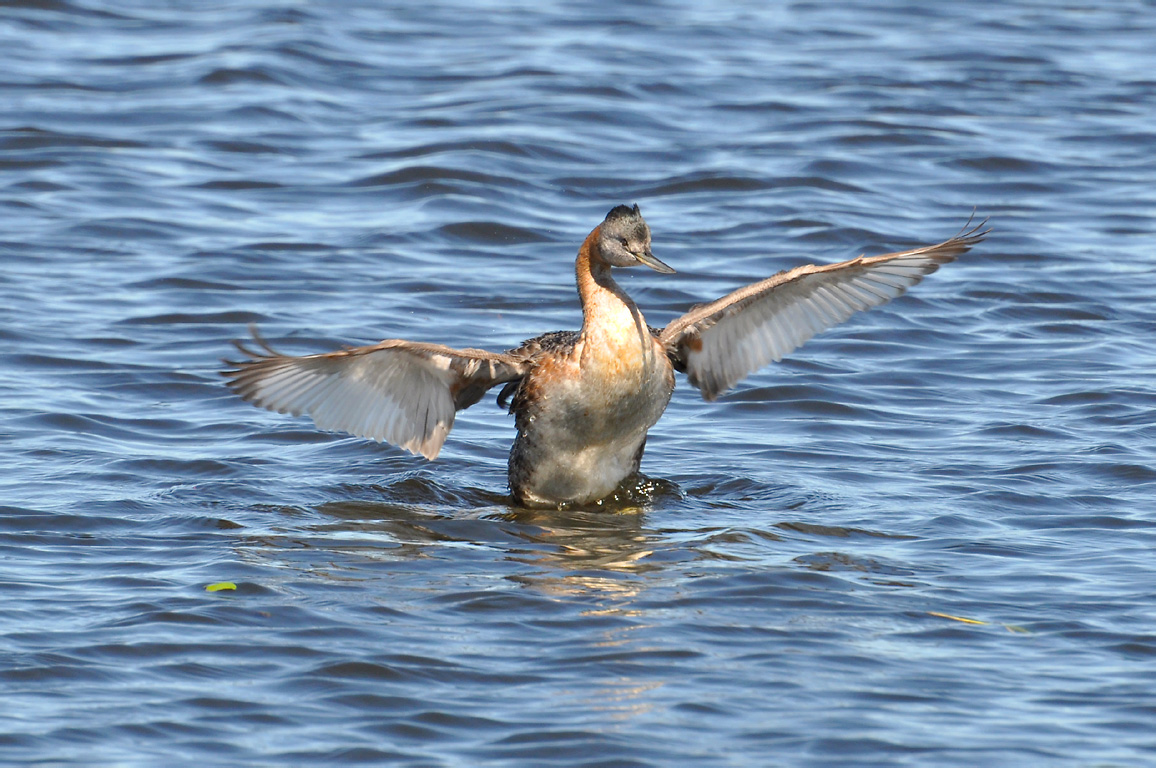